# Buona fortuna amore
Buona fortuna amore è un singolo del cantautore italiano Nesli, pubblicato il 10 febbraio 2015 come secondo estratto dall'ottavo album in studio Andrà tutto bene.

## Descrizione
Seconda traccia di Andrà tutto bene, Buona fortuna amore è stato presentato da Nesli in occasione della sua partecipazione al Festival di Sanremo 2015 (dove si è classificato tredicesimo, accompagnato sul palco da Stefano Giungato alla chitarra) ed è stato descritto dallo stesso cantautore con la seguente dichiarazione:

## Video musicale
Il video, diretto da Luca Tartaglia, è stato reso disponibile in anteprima su Vevo l'11 febbraio 2015.

## Classifiche
| Classifica (2015) | Posizione massima |
| ----------------- | ----------------- |
| Italia            | 29                |